# Сен-Прё
Кристиа́н Лангла́д (фр. Christian Langlade; род. 1 августа 1948, XI округ Парижа), более известный под псевдонимом Сен-Прё (фр. Saint-Preux) — французский композитор, аранжировщик, пианист и синтезаторщик. Автор 18 альбомов. Наиболее успешная композиция — «Концерт для одного голоса» (Concerto pour une voix, 15 млн экз.), произведение 1969 года в исполнении французской певицы Даниэль Ликари, а также «Рояль в море» (Le piano sous la mer, 3 млн экз.) 1971 года и «Быть или не быть» (To be or not) 1980 года.

## Биография
Кристиан Ланглад родился 1 августа 1948 года в Мервэн (Вандея). В 6 лет сочинил своё первое музыкальное произведение для органа.
В августе 1969 года девятнадцатилетний Ланглад, взявший псевдоним Сен-Прё, принял участие в музыкальном фестивале в Сопоте (Польша), дирижируя симфоническим оркестром, исполнявшим его первое большое сочинение «Вальс детства» (фр. La valse de l’enfance). В Сопоте получил приз международной прессы. Там же сочинил свой «Концерт для одного голоса», принесший ему мировую славу.
Его четвёртая дочь Клеманс (Clémence Saint-Preux, род. 29 ноября 1988 в Нёйи-сюр-Сен) — популярная французская певица, сценическое имя — Клеманс (Clémence).

## Дискография
Студийные альбомы
- Concerto pour une voix — 1970
- Le piano sous la Mer — 1972
- La Passion — 1973
- La fete triste — 1974
- Your Hair (D’Après Un Poème De Charles Baudelaire) — 1975 (компиляция + 1 новая композиция Your Hair)
- Missa Amoris — 1975
- Your Hair and Missa Amoris — 1994
- Samara — 1976
- Concerto Pour Piano — 1977
- Symphonie pour la Pologne — 1977
- Expression — 1978
- Atlantis — 1979
- To be or not — 1980
- Confidence — 1980
- Le piano d’Abigail — 1983
- Odyssee — 1986
- Invitation in Paris — 1987
- Phytandros — 1991
- The Last Opera — 1994
- Free yourself — 1999
- Golden Superhits — 1999
- Concerto pour deux voix — 2005
- Jeanne La Romantique — Conte Musical de Saint-Preux — 2008
- Le Désir — 2009